# Joaquim Pinto
Joaquim Pinto (Porto, 20 de juny de 1957) és un director de cinema portuguès. La seva pel·lícula What Now? Remind Me va ser l'opció portuguesa com a candidata a l'Oscar a la millor pel·lícula de parla no anglesa el 2014. Ha treballat com a dissenyador de so en més cent films, a més de treballar de productor i director. Amb Nuno Leonel (Lisboa, 1969) han fet plegats diversos films, com ara Fim de Citação (2014), O Novo Testamento de Jesus Cristo Segundo João (2013), E Agora? Lembra-me (2013) i Porca Miséria (2007).

## Biografia
Joaquim Pinto és afectat d'hepatitis C. El 1997 s'entera que també és portador de la Sida. Afeblit per les dues malalties, treballa una última vegada amb André Téchiné pel seu film Lluny (2001), a continuació marxa set anys a l'illa de Santa Maria, a les Açores amb el seu company Nuno Leonel. Junts esdevenen cultivadors, mentre que Pinto segueix consecutivament dos tractaments, que fracassen. Tornen a continuació a Portugal, a una hora de Lisboa, i Pinto entra a un protocol de cures experimental, molt tòxica. Filma la seva experiència, que donarà el film I ara? estrenada a França el 2014.

## Filmografia

### Actor
- 1984: Point de fuite de Raoul Ruiz
- 1987: Relaçao fiel e verdadeira de Margarida Gil
- 2000: Amour, piments et bossa nova de Fina Torres

### Director
- 1988: Uma pedra no bolso
- 1989: Ona bate o sol
- 1992: Das tripas coração
- 1996: Surfavela (documental)
- 1997: Moleque de rua (documental)
- 1998: Com cuspe e com jeito se bota no cu do sujeito (documental)
- 1999: Cidade velha (documental)
- 2003: Rabo de peixe (documental tv)
- 2009: Para cá dos montes
- 2013: E Agora? Lembra-me (documental)
- 2015: El cant d'una illa (documental - remuntatge cinema de Rabo de peixe)

### Enginyer del so
- 1986: El rei de les roses de Werner Schroeter

### Premi
Premi de l'Edat d'or 2014 per E agora? lembra-me